# زراعة ذكية مناخيا
الزراعة الذكية مناخيا أو الزراعة المقاومة للمناخ هي نهج متكامل لإدارة الأراضي الزراعية يسعى للمساعدة في تكييف الأساليب الزراعية والثروة الحيوانية والمحاصيل الغذائية مع آثار تغير المناخ ومواجهتها والتخفيف منها قدر المستطاع عن طريق الحد من انبعاثات الغازات الدفيئة المتسببة في حدوث الاحتباس الحراري، مع الأخذ في الاعتبار في ذات الوقت بضرورة زيادة إنتاجية المحاصيل الزراعية لضمان الأمن الغذائي نظراً تزايد عدد سكان العالم. وبالتالي، فإن تركيز الزراعة الذكية مناخيا لا ينحصر فقط في الزراعة المستدامة، ولكن أيضًا على زيادة الإنتاجية الزراعية. تتماشى الزراعة الذكية مناخيا مع رؤية منظمة الأغذية والزراعة للأغذية والزراعة المستدامة وتدعم هدف منظمة الأغذية والزراعة لجعل الزراعة والغابات ومصايد الأسماك أكثر إنتاجية واستدامة.
تقوم الزراعة الذكية مناخيا على ثلاث ركائز أساسية، وهي:
- زيادة الإنتاجية الزراعية والدخول.
- التكيف وبناء القدرة على الصمود مع تغير المناخ
- تقليل وإزالة انبعاثات غازات الاحتباس الحراري من الزراعة.

تتضمن الزراعة الذكية مناخيا إجراءات مختلفة لمواجهة التحديات المستقبلية للمحاصيل والنباتات. ففيما يتعلق بارتفاع درجات الحرارة والإجهاد الحراري على سبيل المثال توصي وكالة الفضاء الكندية بإنتاج أصناف من المحاصيل تتحمل الحرارة، والتغطية، وإدارة المياه، والبيوت الظلية، والأشجار الحدودية، والمساكن المناسبة والتباعد بين الماشية. كانت هناك محاولات لتعميم الزراعة الذكية مناخيا في السياسات الحكومية الأساسية والنفقات وأطر التخطيط. ولكي تكون سياسات الزراعة الذكية مناخياً فعالة، ينبغي أن تكون قادرة على المساهمة في النمو الاقتصادي الأوسع، وأهداف التنمية المستدامة والحد من الفقر، كما يجب دمجها مع استراتيجيات إدارة مخاطر الكوارث والإجراءات وبرامج شبكات الأمان الاجتماعي.

## الأساليب والتقييم
حددت منظمة الأغذية والزراعة عدة أدوات للبلدان والأفراد لتقييم ورصد وتقييم أجزاء لا تتجزأ من تخطيط وتطبيق الزراعة الذكية مناخياً من قبل منظمة الأغذية والزراعة. تتضمن بعض هذه الأدوات:
1. نظام نمذجة الآثار الزراعية لتغير المناخ: يساعد نظام النمذجة هذا البلدان على إجراء تقييم متعدد التخصصات لتأثير تغير المناخ على الزراعة من خلال عمليات المحاكاة.
2. نموذج التقييم البيئي للثروة الحيوانية العالمي: يحاكي هذا التفاعل بين الأنشطة والعمليات التي ينطوي عليها إنتاج الثروة الحيوانية (إنتاج الحليب واللحوم) والبيئة. صُمٍم النموذج لتقييم العديد من فئات الأثر البيئي مثل انبعاثات غازات الاحتباس الحراري والمغذيات واستخدام المياه واستخدام الأراضي وتدهور الأراضي وتفاعلات التنوع البيولوجي.
3. نظام تقييم الاستدامة للأغذية والزراعة: المبادئ التوجيهية لنظام تقييم الاستدامة للأغذية والزراعة هي إطار لتقييم أداء الاستدامة في قطاع الأغذية والزراعة، بما في ذلك إنتاج المحاصيل والثروة الحيوانية والغابات وصيد الأسماك. إن رصد الأنشطة وتقييمها يضعان خطوط الأساس ويحددان المؤشرات ويقيسان التقدم ويقيِّم النجاحات والنكسات في تدخلات الزراعة الذكية مناخياً.[7]
4. ابتكارات الاقتصاد والسياسة للزراعة الذكية مناخيًا: يعمل البرنامج مع الحكومات والجامعات ومراكز البحث والشركاء المؤسسيين الآخرين لدعم انتقالهم إلى الزراعة الذكية مناخيًا من خلال التحليل الاقتصادي والسياسي. وهي تقوم بذلك من خلال تحديد وتنسيق السياسات الزراعية الذكية مناخياً وتحليل التأثيرات والتكاليف والفوائد فضلاً عن الحوافز والعوائق التي تحول دون اعتماد الممارسات الزراعية الذكية مناخياً.
5. أداة موازنة الكربون السابقة: طُوِر نظام التقييم هذا بواسطة منظمة الأغذية والزراعة. يقدم النظام في مرحلة تطوير المشروع تقديرات مسبقة لتأثير مشاريع وبرامج وسياسات التنمية الزراعية والغابات على توازن الكربون.
6. إدارة مخاطر المناخ: يعالج هذا النهج المتكامل نقاط الضعف تجاه تقلبية المناخ على المدى القصير وتغير المناخ على المدى الطويل في إطار التنمية المستدامة. يشتمل المكون الرئيسي لنظام إدارة مخاطر الكناخ في منظمة الأغذية والزراعة على توفير منتجات معلومات الطقس والمناخ للمزارعين والصيادين ورعاة الماشية لتقييم المخاطر من أجل تحسين الفرص على المستوى المحلي.
7. تعميم المنظور الجنسي: من أجل تحقيق الزراعة الذكية مناخيا بطريقة مستدامة اجتماعيا؛ هناك حاجة لفهم أدوار وقدرات ومسؤوليات الرجال والنساء لضمان المساواة في الوصول إلى سياسات وممارسات الزراعة الذكية مناخيا.
8. مراقبة وتقييم انبعاثات الغازات الدفيئة وإمكانات التخفيف في الزراعة: يندرج هذا المشروع في إطار برنامج التخفيف من تغير المناخ في الزراعة. يتم في إطار هذا المشروع دعم البلدان الأعضاء في جمع البيانات والإبلاغ عنها بشأن انبعاثات الغازات الدفيئة في قطاع الزراعة والغابات واستخدامات الأراضي الأخرى لمتطلبات الإبلاغ المتعلقة باتفاقية الأمم المتحدة الإطارية بشأن التغير المناخي.

### الزراعة الذكية مناخيا والمساواة بين الجنسين
يتأثر الرجال والنساء والفتيان والفتيات بتغير المناخ بطرق مختلفة. لزيادة فعالية واستدامة تدخلات الزراعة الذكية مناخيا، يجب تصميمها لمعالجة اللامساواة بين الجنسين والتمييز ضد الأشخاص المعرضين للخطر. فجوة الأجور بين الجنسين في الزراعة تعني أن المزارعين من الرجال والنساء لديهم فرص متفاوتة للوصول إلى الموارد للاستعداد والاستجابة لتغير المناخ. المزارعات أكثر عرضة لمخاطر المناخ مقارنة بالرجال. تم الإبلاغ عن ذلك في الدول النامية أين تتمتع النساء بفرص أقل مقارنة بالرجال على الموارد الإنتاجية ورأس المال المالي والخدمات الاستشارية. غالبًا ما يتم استبعاد النساء من اتخاذ القرارات التي قد تؤثر على تبنيهم للتقنيات والممارسات التي يمكن أن تساعدهم على التكيف مع الظروف المناخية. يحاول النهج المستجيب للنوع الاجتماعي في الزراعة الذكية مناخيا تحديد ومعالجة القيود المتنوعة التي يواجهها الرجال والنساء ويقر بقدراتهم الخاصة. توفر الزراعة الذكية مناخيًا فرصًا للمرأة في الزراعة للمشاركة في الإنتاج المستدام. يؤثر تغير المناخ على الرجال والنساء بشكل مختلف. كما أن هناك حاجة إلى تسوية المجال وتعتبر الزراعة الذكية مناخيا فرصة للمرأة في الزراعة للمشاركة بشكل أكثر إنتاجية.

## الانتقادات
ذكرت صحيفة الغارديان البريطانية في عام 2014 أن الزراعة الذكية مناخيًا تعرضت لانتقادات باعتبارها شكلاً من أشكال الغسل الأخضر. يتمثل أكبر مصدر للقلق بخصوص الزراعة الذكية مناخياً في عدم وجود معيار مقبول عالميًا يتصرف وفقاً له أولئك الذين يطلقون على أنفسهم الأذكياء مناخيًا في الواقع بذكاء مناخي. يشعر المتشككون بالقلق من أن الشركات الكبرى ستستمر في استخدام الاسم كنوع من الغسل الأخضر لمنظماتهم، أو تقديم شعور زائف بالإشراف البيئي. يمكن النظر إلى الزراعة الذكية مناخيًا باعتبارها تسمية لا معنى لها، ولا تنطبق على أي شيء تقريبًا، وهذا متعمد لأنه يهدف إلى إخفاء الآثار الاجتماعية والسياسية والبيئية لخيارات التكنولوجيا المختلفة.